# 日吉町中
日吉町中（ひよしちょうなか）は、京都府南丹市の地名。2006年（平成18年）1月1日の南丹市発足以前は、船井郡日吉町の大字・中（なか）であった。日吉ダムの建設に伴う1998年（平成10年）の集団移転により、無居住集落となった。
本項では現在の地名について日吉町中、または中地区、中村、中として記述する。

## 地理
中地区は、南丹市の中部にある世木地区に位置し、淀川水系の上流・桂川（大堰川）沿いに集落群を形成していた。
世木地域の地形は右手の手のひらに例えられ、親指が桂川本流、人差し指が中世木川、中指が木住川、薬指が田原川、小指が胡麻川である。それら5河川が合流する一帯が日吉町殿田、中世木川沿いが日吉町中世木、木住川上流が日吉町生畑、下流が日吉町木住となり、これら4集落で現在の世木地域を構成している。親指に当たる部分にあった集落（中村、天若村）は、1972年（昭和47年）に着手した日吉ダムの建設で廃村している。
中地区と中世木の境は厄除橋付近。木住との境は笛吹橋。殿田との境は小道津となる。

### 中地区の小字
南丹市が公示している日吉町中の住所は次の通りである。正確には、以下に掲げられる地名に「日吉町中」を冠したものが南丹市の字（小字）名である。
- 赤岩（あかいわ）
- 石橋（いしばし）
- 大向（おむかい）
- 大向井溝（おむかいいみぞ）
- 桂ケ谷（かつらがたに）
- 小道津（ことづ）
- 小道津上（ことづかみ）
- ゴミ（ごみ）
- ゴミ橋爪（ごみはしづめ）
- 五味向（ごみむかい）
- 谷田（たにだ）
- ダン（だん）
- 段ノ下（だんのした）
- 茶屋ノ向（ちゃやのむかい）
- 寺谷（てらだに）
- 中島（なかじま）
- 西ノ下（にしのした）
- 札場（ふだば）
- ボウ田（ぼうた）
- 街岩（まちいわ）
- 神子ケ谷（みこがたに）
- 神子ケ谷奥（みこがたにおく）
- 宮ノ前（みやのまえ）
- 宮ノ向（みやのむかい）

### 河川
- 桂川（大堰川）
桂川（かつらがわ）は中地区を流れる淀川水系の一級河川。世木地域では、桂川を大堰川と呼称している。
  - 天若湖
天若湖（あまわかこ）は桂川にある日吉ダムのダム湖。
- 中世木川
中世木川（なかせきがわ）は、桂川の一次支流。中世木の西牧山・東牧山の水を集め西流、中地区の京都府道364号中地日吉線の東、厄除橋の下流で桂川右岸に注ぐ。
- 木住川
木住川（こずみがわ）は桂川の一次支流。生畑北部山中の水を集め南西流、木住（こうずみ、こずみ）を貫流し、小道津橋下流で大堰川右岸に注ぐ。
- 小山川
日吉ダム直下で桂川左岸に流れ込む谷川。

### 山
- 大向山
大向山（おおむかいやま）は、中地区の西に位置する標高357mの山。天稚神社から登山道に入り、日吉ダムを上から眺めることができる。下部はスギの植林地だが、上部には雑木林が残っている。中地区側（日吉ダム側）に京都府立大学の日吉演習林があり、マツタケの発生を促進する環境整備などが行われている[11]。

## 植生・生態

### 植生
植生区分は暖帯常緑広葉樹林（ヤブツバキクラス域）に属しているが、ほとんどは代償植生となっている。スギ・ヒノキ植林、アカマツ群落、コナラ群落が約70％を占める。アママツ群落はマツ枯れにより衰退し、その分、コナラ群落の面積が増えている。
※スギは1982年（昭和57年）、日吉町の「町の木」に制定されている。

### 生態
地域全体が鳥獣保護区に指定されており、オオタカ、クマタカ、ハイタカ、アオバズクなどの猛禽類も生息している。

## 気候
梅雨期から台風期までの夏季は降水量が多い太平洋側気候の特徴を示し、比較的に涼しい高原的気象で昼夜の寒暖の差が大きい。
冬季は冷え込み日較差が大きい内陸性気候を示す反面、日本海側気候の影響を受けて季節風が吹き、降雪や積雪がみられるが、丹波地方の北部に比べると比較的温暖で降霜・降雪量は少ない。

## 世帯数と人口
2024年（令和6年）4月1日現在の世帯数と人口。
| 町丁     | 世帯数 | 人口 | 男  | 女  |
| -------- | ------ | ---- | --- | --- |
| 日吉町中 | 0世帯  | 0人  | 0人 | 0人 |

### 人口の変遷
国勢調査による人口の推移。
| 1995年（平成7年）  | 17人 | [ 14 ] |  |
| 2000年（平成12年） | 0人  | [ 15 ] |  |
| 2005年（平成17年） | 0人  | [ 16 ] |  |
| 2010年（平成22年） | 0人  | [ 17 ] |  |
| 2015年（平成27年） | 0人  | [ 18 ] |  |
| 2020年（令和2年）  | 0人  | [ 19 ] |  |

### 世帯数の変遷
国勢調査による世帯数の推移。
| 1995年（平成7年）  | 17世帯 | [ 14 ] |  |
| 2000年（平成12年） | 0世帯  | [ 15 ] |  |
| 2005年（平成17年） | 0世帯  | [ 16 ] |  |
| 2010年（平成22年） | 0世帯  | [ 17 ] |  |
| 2015年（平成27年） | 0世帯  | [ 18 ] |  |
| 2020年（令和2年）  | 0世帯  | [ 19 ] |  |

## 歴史

### 沿革
- 1889年（明治22年） – 町村制の施行により、殿田村・天若村・中村・中世木村・生畑村・木住村の区域をもって世木村が発足[20]。中は世木村の大字名となる[8]。
- 1955年（昭和30年） –  五ヶ荘村・胡麻郷村・世木村が合併し、日吉町が発足[21]。中は日吉町の大字となる[8]。
- 2006年（平成18年） – 日吉町・園部町・美山町・八木町の4町合併による南丹市誕生に伴い、南丹市日吉町中となる。
- 1998年（平成10年） – 日吉ダムの建設に伴うの集団移転により、日吉町中は無居住集落となる。

### 船筏
小道津は船筏の中継地点としてにぎわっていた。

### ダム建設による移転
日吉ダムの建設に伴い、7集落（うち水没が5：宮村、世木林、沢田、楽河、上世木、ほか2：中村、小茅）の154世帯約500人が1998年（平成10年）に移転した。日吉町殿田（前田と旭山）、日吉町保野田（上保野田）、園部町小山東町平成台、亀岡市千代川町日吉台が主な移転先となっている。
中地区にあった社寺などの移転先は次の通りとなっている。
- 中村八幡宮 – 亀岡市大井町小金岐に移転。
中村八幡宮は、大分県の宇佐八幡宮より分霊を鎮座したと伝わっており、“世木の五社”の一社であった[23]。
- 墓碑 – 日ノ谷墓園（日吉町殿田）に移転。

## 伝承

### 藤岩
桂川と中世木川が落ち合う河の中に回りがおよそ67間（10～12m）、高さ2.5mほどの大きな石がある。上に藤が繁っている。かつて園部の殿様が中村の八幡宮を参ったとき、季節外れの藤の花が三輪咲いたそうだ。だから、この石を「藤岩」という。

### 権右衛門殿石
藤岩の少し上に、「権右衛門殿石」という石がある。園部の殿様の家来に黒田権右衛門という人がいた。牧山村（現在の日吉町中世木）で石を見つけて「よい石だ。庭石にしよう」と思って早朝に人夫を集めて引かせたが、遠路で石が重いので、志積谷（中世木村になる前の上谷村と下谷村があった谷）あたりの妊婦を頼りに集めて引かせたが動かず、力が尽きてこの場所に捨て置いた。それ故、これを「権右衛門殿石」と名付けた。

### 伊勢講の朝飯は急いで食べる
「権右衛門殿石」の伝承には、続きの裏話がある。黒田権右衛門が志積谷の村人に石を引かせたとき、村人たちは伊勢講の務めで集まっており、料理を作ってまさに膳を出そうとしていたときだった。権右衛門が催促したのでその権勢に恐れをなして空腹ながら意思を引いた。この時のことに懲りて、村人たちは相談し、またこんな目に合うか分からないので、それからは伊勢講の朝飯を急いで早朝に食べることにしたという。河に捨てられた「権右衛門殿石」は霊があってここにとどまったのではなく、人夫が空腹だったので重く感じられたのであろうとなった。

### すぐに落ちた桶側橋
中村の八幡宮の神境の麓の志積谷から流れ出る小川（中世木川）の上に往環
の橋がある。先年日本六十六部四国の者たちが志願して石橋を建てた。その橋は桶側のようである。下に梁も柱も使われていない。唯切石を横にだんだんに合わせて輪を入れず桶側のような反橋である。建てられてから1・2年で落ちてしまった。再建されていない。1783～1784年（天明3～4年）のことである。

## 交通

### 道路

#### 府道
主要地方道
- 京都府道19号園部平屋線
- 京都府道50号京都日吉美山線

一般地方道
- 京都府道364号中地日吉線

#### 橋

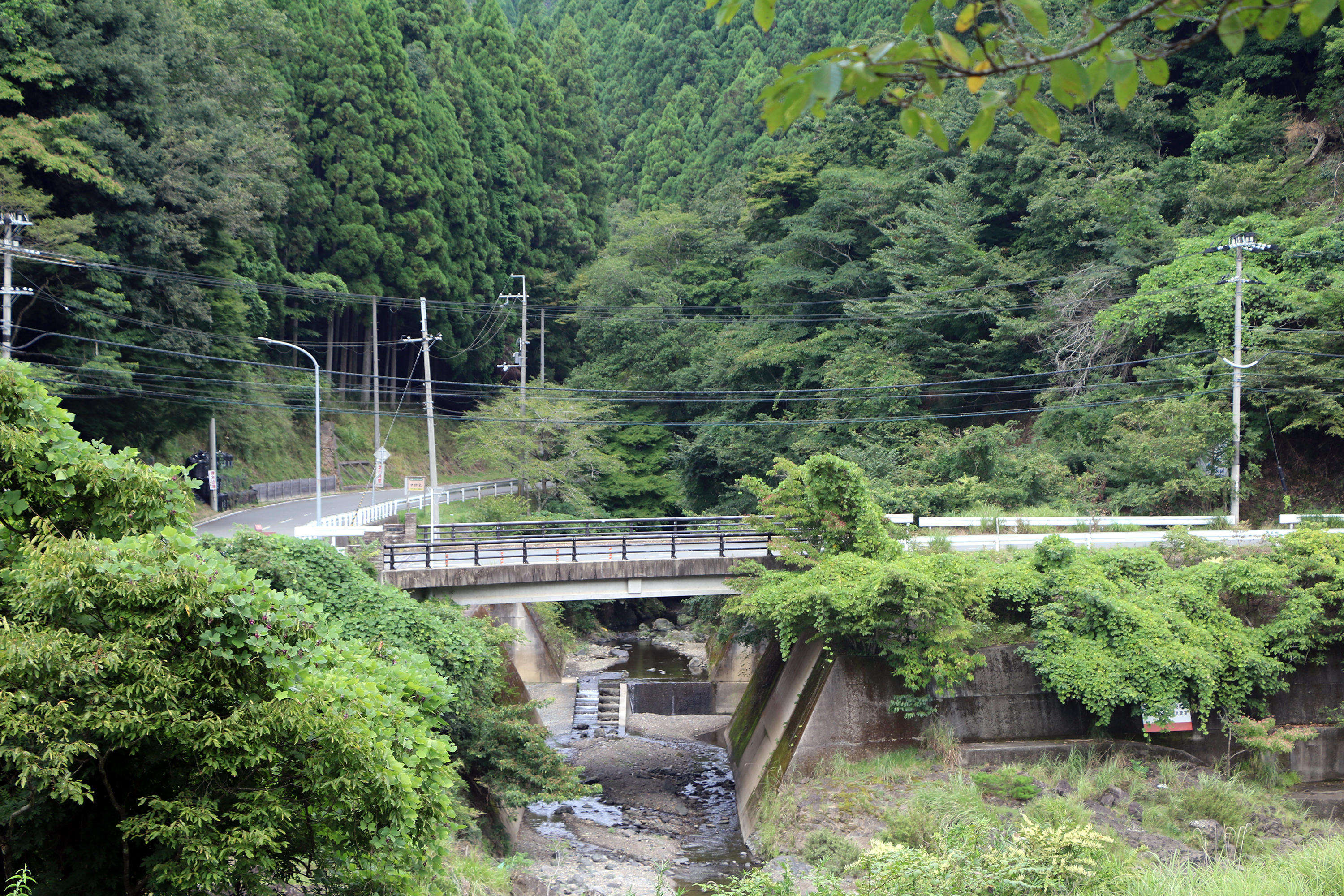
中世木川と桂川（大堰川）の合流場所。中央に見えるのは厄除橋。奥にあるのが魚道。2024年9月1日に撮影。

小山川
- 小山橋

中世木川
- 厄除橋

木住川
- 笛吹橋
- 宮の平橋
- 小道津橋

桂川
- 中大橋
- ふれあい橋
日吉ダム直下にある1周の長さ約230ｍの円形展望橋。2005年（平成17年）8月17日、口丹波地域にある京都学園大学や京都伝統工芸専門校などの学生自治組織の合同で終戦記念日の催しが開かれ、千羽鶴60本の河渡しが行われた。
- 小道大橋

その他
- 向山橋

#### 有料道路 最寄りの乗り降り口
西日本高速道路（NEXCO西日本）
- 京都縦貫自動車道（国道478号）園部IC – 府道19号と園部町曽我谷で接続

### 鉄道 最寄りの駅
西日本旅客鉄道（JR西日本）
- 山陰本線 日吉駅（日吉町保野田）

### 路線バス
南丹市営バス
- 世木線の中地区間にあるバス停
  - 日吉温泉バス停
  - 小道津バス停

- 日吉ダム線の中地区間にあるバス停
  - ビジターセンターバス停
  - スプリングスひよしバス停
  - ひよし温泉バス停
  - 小道津バス停

デマンドバス 
- 中世木線の中地区間
  - 小道津バス停

### 中地区内を通る散策道

#### 近畿自然歩道
- 五箇荘の里をめぐるみち
近畿自然歩道丹後・大阪ルートの区間で、日吉町四ツ谷の四ツ谷バス停から、渓川筏乗、笛吹神社を通り日吉駅に至るまでの約11.5km[27]。
- 日吉ダムと紅葉峠をめぐるみち
近畿自然歩道丹後・大阪ルートの区間で、日吉町駅から日吉ダムや紅葉峠を通り、南丹市八木町氷所にある東所バス停に至るまでの約18.1km[27]。

## 施設

### 南丹市設置
観光施設
- 道の駅スプリングスひよし – 南丹市日吉町中宮ノ向8番地

### 水資源機構施設
- 日吉ダム – 日吉町中神子ケ谷68
- 日吉ダム管理事務所 – 日吉町中神子ケ谷68
- 日吉ダムビジターセンター – 日吉町中桂ケ谷28−1

### その他
- 京都府立大学日吉演習林 – 大向山
- 沢田用水（大向揚水機場）

## その他

### 世木庄政所
近世の初頭、世木庄の政所が一時中村にあった。

### 京都丹波高原国定公園

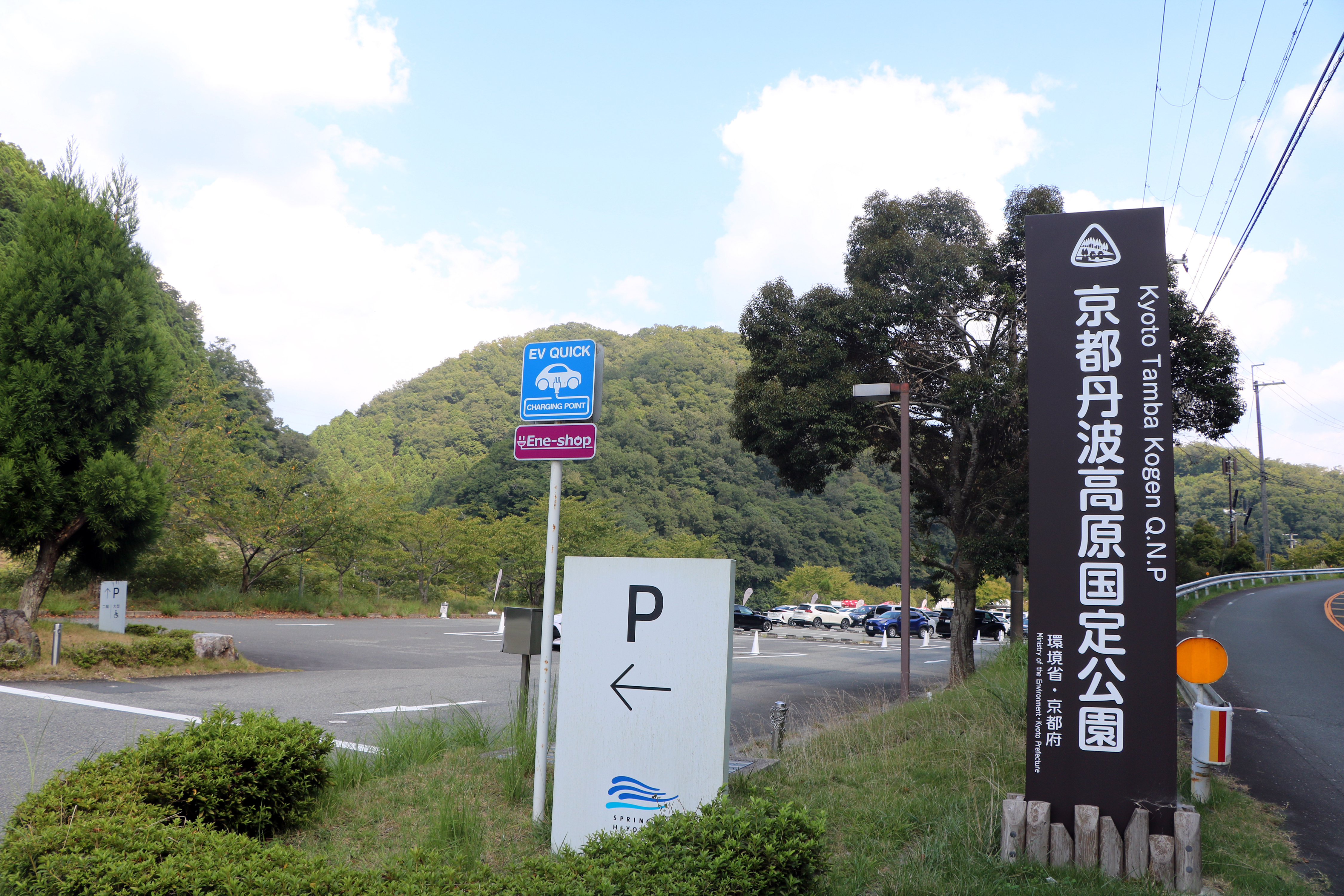
スプリングスひよし駐車場に設けられた京都丹波高原国定公園の看板。2024年9月8日撮影。

日吉町中より京北側は京都丹波高原国定公園の範囲となる。日吉町中は第3種特別地域である。

### 日吉町中をロケ地とした作品
- テレビ番組「科捜研の女」（2013年10月放送）
ロケ地：日吉ダム
- 映画「天道花（てんどうばな）」（公開：2024年12月、監督：田中大志）[29][30]
ロケ地：日吉ダム、天若湖、道の駅スプリングスひよし